# The Bacchus Lady
Pour plus de détails, voir Fiche technique et Distribution.
The Bacchus Lady (죽여주는 여자, Jugyeojuneun yeoja) est un film sud-coréen réalisé par Lee Jae-yong, sorti en 2016.

## Synopsis
L'histoire d'une dame Bacchus, Youn Yuh-jung prostituée âgée sud-coréenne.

## Fiche technique
- Titre : The Bacchus Lady
- Titre original : 죽여주는 여자 (Jugyeojuneun yeoja)
- Réalisation : Lee Jae-yong
- Scénario : Lee Jae-yong
- Photographie : Kim Young-ro
- Montage : Ham Sung-won
- Production : Lee Jae-yong
- Société de production : Korean Academy of Film Arts
- Société de distribution : ASC Distribution (France)
- Pays :  Corée du Sud
- Genre : Drame
- Durée : 110 minutes
- Dates de sortie : 
  -  Corée du Sud : 6 octobre 2016

## Distribution
- Youn Yuh-jung : So-young
- Choi Hyun-jun : Min-ho
- Jeon Moo-song : Jae-woo
- Yoon Kye-sang : Do-hoon
- So Hee-jung : la belle-fille de Sebiro Song

## Distinctions
Le film a reçu plusieurs prix et nominations : 
- Berlinale 2016 : nommé au Teddy Award
- Blue Dragon Film Awards 2016 : nommé au prix de la meilleure actrice pour Youn Yuh-jung
- Grand Bell Awards 2016 : nommé au prix de la meilleure actrice pour Youn Yuh-jung
- Baeksang Arts Awards 2017 : nommé au prix de la meilleure actrice pour Youn Yuh-jung